# Due Cossani
Due Cossani è una frazione geografica del comune di Dumenza, in provincia di Varese, posta a nordovest del centro abitato, lungo una strada che poi si inerpica verso Curiglia con Monteviasco.

## Storia
Cossano fu un antico comune del Milanese.
Registrato agli atti del 1751 come un borgo di 172 abitanti, era ricompreso nella pieve di Valtravaglia (1757). Fu inserito nella provincia di Gallarate poi di Varese (1786) e successivamente in quella di Milano (1791). Sotto l'amministrazione cisalpina, fu incluso nel dipartimento del Verbano, distretto del Giona (1798), e alla soppressione del dipartimento del Verbano fu aggregato incluso nel distretto di Luino inserito nel dipartimento dell’Olona (1798). Nel 1801 il comune fu invece incluso nel distretto II di Varese del dipartimento del Lario  e infine, a seguito di un'ulteriore modifica amministrativa Cossano entrò nel cantone VII di Maccagno Superiore del distretto II, di Varese, sempre del dipartimento del Lario come comune di III classe con 222 abitanti (1805). Nel 1809 fu aggregato ad Agra, nel cantone IV di Maccagno del distretto II di Varese . Cossano fu tuttavia ripristinato con il ritorno degli austriaci.
Nel 1853 contava 301 anime, nel 1863 il comune mutò nome in quello di Due Cossani , per via del fatto che il rio che discende da Agra lo divide nelle due parti di Cosan de chi e di Cosan de là, confluendo poi nel rio Colmegnino. Nel 1871 era abitano da 289 anime. 
Nel 1921 si registrarono 385 residenti. Fu il regime fascista a decidere nel 1928 di sopprimere il comune, unendolo stavolta a Dumenza .